# Alliance Française
L'Alliance française è un ente privato che ha uno statuto simile a quello di un'associazione. La sua missione è di promuovere la lingua francese e la cultura francofona all'estero, attraverso una fitta rete di sedi. L'ente è retto dalla fondazione riconosciuta di pubblica utilità Fondation Alliance française.
Presente in 135 paesi, contribuisce all'insegnamento del francese come lingua straniera e propone la possibilità di effettuare dei test al fine di certificare la conoscenza della lingua. È infatti abilitata ad attribuire i diplomi DELF (diploma di studi di lingua francese) e DALF (diploma approfondito di lingua francese).
Nel mondo ci sono 1072 Alliances françaises, che nel 2006 hanno accolto 440.000 studenti. La sua sede ufficiale si situa al 101, Boulevard Raspail a Parigi (VI arrondissement)

## L'Alliance française di Parigi

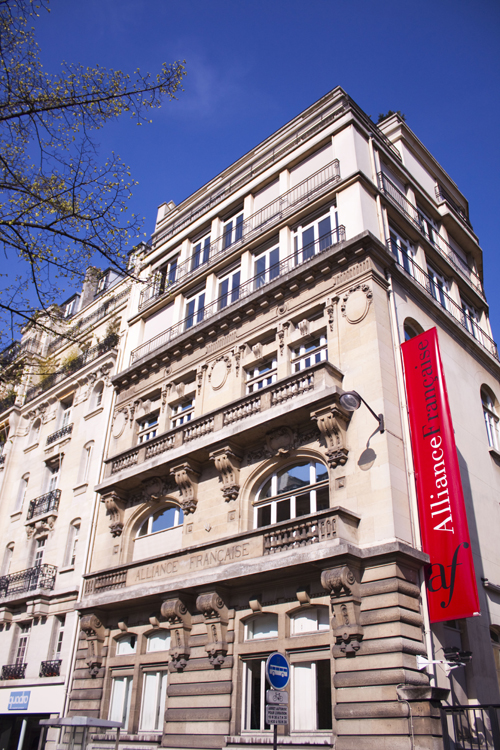
Alliance française Parigi, Ile-de-France, Francia

Fu istituita il 21 luglio 1883 da un comitato di personalità di rilievo tra cui: Paul Cambon, Ferdinand de Lesseps, Louis Pasteur, Ernest Renan, Jules Verne e Armand Colin.
L'Alliance française di Parigi è quasi interamente autofinanziata dalle entrate provenienti dai corsi che dispensa nei suoi centri. Riceve dallo Stato francese una sovvenzione (che nel 2003 ammontava a 663.850 euro) che copre circa il 5% del suo budget annuo.

### I presidenti dell'Alliance française
- Charles Tissot 1883-1887
- Ferdinand de Lesseps 1887-1888
- Victor Duruy 1889-1891
- C. Colonna Ceccaldi 1891-1892
- Gen. Parmentier 1892-1899
- Pierre Poncin 1899-1914
- Jules Gautier 1914-1919
- Paul Deschanel 1919-1920
- Raymond Poincaré 1920-1925
- Paul Doumer 1925-1930
- Raymond Poincaré 1930-1934
- Joseph Bédier 1934-1937
- Georges Duhamel 1937-1949
- Émile Henriot 1949-1961
- Wilfrid Baumgartner 1961-1978
- Marc Blancpain 1978-1993
- Jacques Viot 1994-2004
- Jean-Pierre de Launoit 2004-2005
- Pascale Fabre 2005 -

### I segretari generali dell'Alliance française
- Pierre Foncin 1883-1897
- Alfred Muteau 1897-1899
- Léon Dufourmantelle 1899-1909
- Émile Salone 1909-1914
- Albert Malet 1914-1915
- Paul Labbé 1919-1934
- Louis Dalbis 1934-1937
- Jean Lichnerowicz 1937-1944
- Marc Blancpain 1944-1978
- Philippe Greffet 1978-1988
- Jean Harzic 1988-2001
- Jean-Claude Jacq 2001-

## L'Alliance française nel mondo

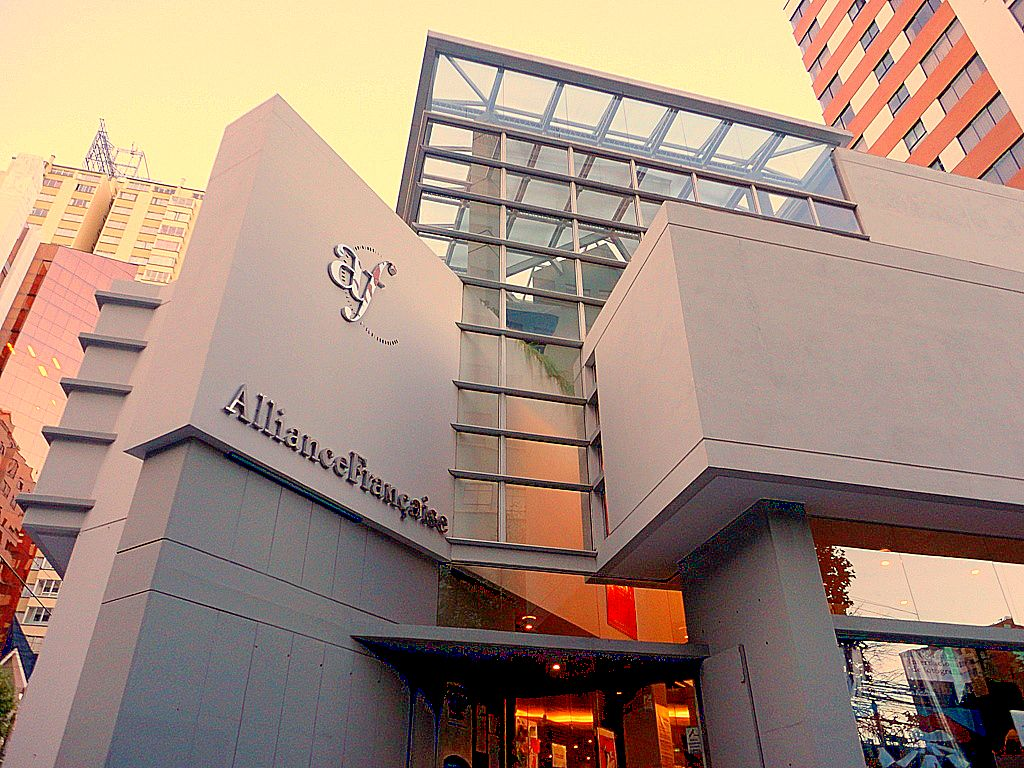
Allince Française di La Paz, in Bolivia.

La rete dell'Alliance française comprende:
- la scuola internazionale di lingua francese di Parigi
- comitati con sede nelle altre città francesi, che accolgono studenti stranieri
- più di 1074 comitati con sede in 133 paesi (non tutti svolgono una regolare attività d'insegnamento).

Le Alliances con sede nei paesi stranieri sono sorte in genere da iniziative locali e sono molto integrate nella vita del proprio Paese. Rette dal diritto locale (solitamente sotto forma associativa), sono indipendenti dall'Alliance française di Parigi, sia dal punto di vista statutario che finanziario e funzionano rispetto alla sede parigina come affiliate (franchises). L'Alliance française di Parigi è proprietaria del marchio depositato «Alliance française» e riconosce il diritto di utilizzarlo dopo esame degli statuti e dei programmi, in collegamento con le ambasciate di Francia nei singoli paesi, che glieli comunicano. Non vi sono relazioni finanziarie tra la sede e le Alliances istituite all'estero che devono provvedere autonomamente al loro finanziamento. Anche a New York il French Institute Alliance Française ricorre al mecenatismo come praticato negli Stati Uniti. Il Ministero francese degli Affari Esteri ha promosso dal 2001 una politica di sottoscrizione di convenzioni-quadro di cooperazione tra le Alliances françaises e i servizi di cooperazione ed azione culturale delle ambasciate che possono giungere sino all'affidamento della gestione culturale da parte dell'Alliance française locale. Queste convenzioni possono prevedere delle sottoscrizioni pubbliche e la messa a disposizione di personale francese distaccato per funzioni di direzione.